# Vadsbo södra tingslag
Vadsbo södra tingslag var ett tingslag i Skaraborgs län. Tingsplats var Moholm och från 1924 Mariestad
Tingslaget bildades den 1 januari 1891 av Binnebergs och Valla tingslag och uppgick 1 januari 1948 i Vadsbo domsagas tingslag. 
Tingslaget ingick i Vadsbo domsaga från 1929, Vadsbo södra domsaga dessförinnan.